# Discografia degli Skunk Anansie
La seguente è una discografia comprensiva del gruppo musicale britannico Skunk Anansie.

## Album

### Album in studio
| Anno                                                                                               | Titolo                                                                                | Classifiche | Classifiche | Classifiche | Classifiche | Classifiche | Classifiche | Classifiche | Classifiche | Classifiche | Classifiche | Classifiche | Certificazioni                                                           |
| Anno                                                                                               | Titolo                                                                                | UK          | AUT         | BEL (FL)    | FRA         | GER         | ITA         | NLD         | NOR         | POR         | SWE         | SWI         | Certificazioni                                                           |
| -------------------------------------------------------------------------------------------------- | ------------------------------------------------------------------------------------- | ----------- | ----------- | ----------- | ----------- | ----------- | ----------- | ----------- | ----------- | ----------- | ----------- | ----------- | ------------------------------------------------------------------------ |
| 1995                                                                                               | Paranoid & Sunburnt - Pubblicazione: 21 settembre 1995 - Etichetta: One Little Indian | 8           | 19          | 8           | —           | 37          | —           | 22          | 34          | —           | 7           | —           | - NLD: Platino - UK: Platino                                             |
| 1996                                                                                               | Stoosh - Pubblicazione: 7 ottobre 1996 - Etichetta: One Little Indian                 | 9           | 6           | 14          | 31          | 11          | 13          | 5           | 8           | —           | 18          | 8           | - AUT: Oro - FRA: Oro - NLD: Oro - ITA: Platino - SWI: Oro - UK: Platino |
| 1999                                                                                               | Post Orgasmic Chill - Pubblicazione: 22 marzo 1999 - Etichetta: Virgin                | 16          | 6           | 6           | 19          | 5           | 2           | 10          | 8           | —           | 31          | 10          | - AUT: Oro - ITA: 3× Platino - SWI: Oro - UK: Oro                        |
| 2010                                                                                               | Wonderlustre - Pubblicazione: 13 settembre 2010 - Etichetta: V2                       | 58          | 33          | 8           | 67          | 27          | 1           | 12          | —           | 21          | —           | 11          | - ITA: Oro                                                               |
| 2012                                                                                               | Black Traffic - Pubblicazione: 17 settembre 2012 - Etichetta: earMUSIC                | 42          | 28          | 30          | 72          | 33          | 2           | 32          | —           | —           | —           | 7           |                                                                          |
| 2016                                                                                               | Anarchytecture - Pubblicazione: 15 gennaio 2016 - Etichetta: earMUSIC                 | 85          | 48          | 25          | —           | 52          | 5           | 37          | —           | —           | —           | 11          |                                                                          |
| "—" indica una pubblicazione che non si è classificata o che non è stata pubblicata in quel Paese. |                                                                                       |             |             |             |             |             |             |             |             |             |             |             |                                                                          |

### Album dal vivo
| Anno                                                                                               | Titolo                                                                                               | Classifiche | Classifiche | Classifiche | Classifiche | Classifiche | Classifiche | Classifiche |
| Anno                                                                                               | Titolo                                                                                               | UK          | BEL (FL)    | GER         | ITA         | NLD         | POR         | SWI         |
| -------------------------------------------------------------------------------------------------- | --- | ----------- | ----------- | ----------- | ----------- | ----------- | ----------- | ----------- |
| 2013                                                                                               | An Acoustic Skunk Anansie (Live in London) - Pubblicazione: 23 settembre 2013 - Etichetta: Carosello | —           | 16          | —           | 21          | 28          | 30          | 87          |
| 2019                                                                                               | 25Live@25 - Pubblicazione: 25 gennaio 2019 - Etichetta: Carosello                                    | 99          | 55          | 64          | 93          | —           | —           | 53          |
| "—" indica una pubblicazione che non si è classificata o che non è stata pubblicata in quel Paese. | |             |             |             |             |             |             |             |

### Raccolte
| Anno | Titolo                                                                            | Classifiche | Classifiche | Classifiche | Classifiche | Classifiche | Classifiche | Classifiche | Classifiche | Certificazioni |
| Anno | Titolo                                                                            | UK          | AUT         | BEL (FL)    | GER         | ITA         | NLD         | POR         | SWI         | Certificazioni |
| ---- | --------------------------------------------------------------------------------- | ----------- | ----------- | ----------- | ----------- | ----------- | ----------- | ----------- | ----------- | -------------- |
| 2009 | Smashes & Trashes - Pubblicazione: 2 novembre 2009 - Etichetta: One Little Indian | 74          | 44          | 22          | 53          | 12          | 30          | 8           | 31          | - ITA: Oro     |

## Singoli
| Anno                                                                                               | Singolo                                    | Classifiche | Classifiche | Classifiche | Classifiche | Classifiche | Classifiche | Classifiche | Classifiche | Classifiche | Classifiche | Album di provenienza |
| Anno                                                                                               | Singolo                                    | UK          | AUT         | BEL (FL)    | FRA         | GER         | ITA         | NLD         | NOR         | SWE         | SWI         | Album di provenienza |
| -------------------------------------------------------------------------------------------------- | ------------------------------------------ | ----------- | ----------- | ----------- | ----------- | ----------- | ----------- | ----------- | ----------- | ----------- | ----------- | -------------------- |
| 1994                                                                                               | Little Baby Swastikkka (edizione limitata) | —           | —           | —           | —           | —           | —           | —           | —           | —           | —           | Paranoid & Sunburnt  |
| 1995                                                                                               | Selling Jesus                              | 46          | —           | —           | —           | —           | —           | —           | —           | —           | —           | Paranoid & Sunburnt  |
| 1995                                                                                               | I Can Dream                                | 41          | —           | —           | —           | —           | —           | —           | —           | —           | —           | Paranoid & Sunburnt  |
| 1995                                                                                               | Charity                                    | 40          | —           | —           | —           | —           | —           | —           | —           | —           | —           | Paranoid & Sunburnt  |
| 1996                                                                                               | Weak                                       | 20          | —           | —           | —           | —           | —           | 31          | —           | 12          | —           | Paranoid & Sunburnt  |
| 1996                                                                                               | Charity (riedizione)                       | 20          | —           | —           | —           | —           | —           | —           | —           | —           | —           | Paranoid & Sunburnt  |
| 1996                                                                                               | All I Want                                 | 14          | —           | —           | —           | —           | —           | —           | —           | 58          | —           | Stoosh               |
| 1996                                                                                               | Twisted (Everyday Hurts)                   | 26          | —           | —           | —           | —           | —           | 100         | —           | —           | —           | Stoosh               |
| 1997                                                                                               | Hedonism (Just Because You Feel Good)      | 13          | 11          | —           | 20          | 12          | —           | 6           | 8           | 18          | 2           | Stoosh               |
| 1997                                                                                               | Brazen (Weep)                              | 11          | —           | —           | —           | —           | —           | 48          | —           | —           | —           | Stoosh               |
| 1999                                                                                               | Charlie Big Potato                         | 17          | —           | 61          | —           | 96          | 12          | 59          | —           | —           | —           | Post Orgasmic Chill  |
| 1999                                                                                               | Secretly                                   | 16          | —           | 64          | —           | —           | 3           | 30          | —           | —           | —           | Post Orgasmic Chill  |
| 1999                                                                                               | Lately                                     | 33          | —           | —           | —           | —           | —           | 80          | —           | —           | —           | Post Orgasmic Chill  |
| 1999                                                                                               | You'll Follow Me Down                      | —           | —           | —           | —           | —           | 16          | —           | —           | —           | —           | Post Orgasmic Chill  |
| 2009                                                                                               | Because of You                             | —           | —           | —           | —           | —           | 10          | —           | —           | —           | —           | Smashes & Trashes    |
| 2009                                                                                               | Squander                                   | —           | —           | 67          | —           | —           | 33          | —           | —           | —           | —           | Smashes & Trashes    |
| 2010                                                                                               | My Ugly Boy                                | —           | —           | —           | —           | —           | —           | —           | —           | —           | —           | Wonderlustre         |
| 2010                                                                                               | Over the Love                              | —           | —           | 58          | —           | —           | —           | —           | —           | —           | —           | Wonderlustre         |
| 2011                                                                                               | You Saved Me                               | —           | —           | —           | —           | —           | 37          | —           | —           | —           | —           | Wonderlustre         |
| 2012                                                                                               | I Believed in You                          | —           | —           | —           | —           | —           | 40          | —           | —           | —           | —           | Black Traffic        |
| 2012                                                                                               | I Hope You Get to Meet Your Hero           | —           | —           | —           | —           | —           | —           | —           | —           | —           | —           | Black Traffic        |
| 2013                                                                                               | This Is Not a Game                         | —           | —           | —           | —           | —           | —           | —           | —           | —           | —           | Black Traffic        |
| 2015                                                                                               | Love Someone Else                          | —           | —           | —           | —           | —           | 30          | —           | —           | —           | —           | Anarchytecture       |
| 2016                                                                                               | Death to the Lovers                        | —           | —           | —           | —           | —           | —           | —           | —           | —           | —           | Anarchytecture       |
| 2016                                                                                               | Without You                                | —           | —           | —           | —           | —           | —           | —           | —           | —           | —           | Anarchytecture       |
| 2019                                                                                               | What You Do for Love                       | —           | —           | —           | —           | —           | —           | —           | —           | —           | —           | /                    |
| 2020                                                                                               | This Means War                             | —           | —           | —           | —           | —           | —           | —           | —           | —           | —           | /                    |
| "—" indica una pubblicazione che non si è classificata o che non è stata pubblicata in quel Paese. |                                            |             |             |             |             |             |             |             |             |             |             |                      |

## Video musicali
| Anno | Titolo                                | Regista            |
| ---- | ------------------------------------- | ------------------ |
| 1995 | Selling Jesus                         | Gob TV             |
| 1995 | I Can Dream                           | Gob TV             |
| 1995 | Charity                               | David Mould        |
| 1995 | Selling Jesus (Strange Days Version)  | Kathryn Bigelow    |
| 1996 | Weak                                  | Hammer & Tongs     |
| 1996 | All I Want                            | Stephen Norrington |
| 1996 | Twisted (Everyday Hurts)              | Anton Beebe        |
| 1997 | Hedonism (Just Because You Feel Good) | Thomas Krygier     |
| 1997 | Brazen (Weep)                         | Thomas Krygier     |
| 1999 | Charlie Big Potato                    | Giuseppe Capotondi |
| 1999 | Secretly                              | Giuseppe Capotondi |
| 1999 | Lately                                | Howard Greenhalgh  |
| 1999 | You'll Follow Me Down                 | Thomas Krygier     |
| 2009 | Tear the Place Up                     | Adam Powell        |
| 2009 | Because of You                        | Shotopop           |
| 2009 | Squander                              | Hope Audikana      |
| 2010 | My Ugly Boy                           | Paul Street        |
| 2010 | Over the Love                         | Mark Richardson    |
| 2011 | Talk Too Much                         |                    |
| 2011 | You Saved Me                          | Ben Foley          |
| 2012 | I Believed In You                     | Thomas Hicks       |
| 2012 | I Hope You Get to Meet Your Hero      | Loran Dunn         |
| 2013 | Spit You Out                          | Sylvain Tardiveau  |
| 2013 | This Is Not a Game                    | Lore&Jun           |
| 2015 | Love Someone Else                     | Isaac Tomiczek     |
| 2016 | Victim                                | Mark Richardson    |
| 2019 | What You Do for Love                  | India Fleming      |
| 2020 | This Means War                        | India Fleming      |